# Željezna peć
Željezna peć ili peć s malom akumulacijom topline je peć s plaštem od lijevanog željeza ili čeličnog lima koja je s unutarnje strane obložena šamotom kako bi se zaštitila od prekomjernog zagrijavanja. Regulacija emisije topline u željeznim pećima postiže se reguliranjem dovoda zraka u ložište, čime se pospješuje ili usporava izgaranje goriva. Željezne su peći prikladne kako za kratkotrajni tako i za trajni pogon.  Željezne se peći stalno usavršavaju. Nova nastojanja teže za što višim iskorištenjem topline dimnih plinova, i to različitim načinom njihovog vođenja.

## Peći s malom akumulacijom topline
Željezne peći posjeduju, suprotno keramičkim pećima s velikom akumulacijskom sposobnošću (kaljeva peć), razmjerno tanke zidove, te su stoga pri istim učinima lakše i manje, a često i prenosive. Najčešće se grade za toplinski učin od 10 000 do 25 000 kJ/h. S obzirom na izvedbu i način izgaranja razlikuju se željezne peći s gornjim i donjim izgaranjem. 

### Peći s gornjim izgaranjem
Peći s gornjim izgaranjem iskorištavaju unutrašnji, šamotom obloženi prostor istodobno kao spremnik (bunker) za gorivo i kao prostor za izgaranje. Gorivo izgara na roštilju, a nastali dimni plinovi prolaze kroz cijeli sloj goriva. Za regulaciju toplinskog učina služi podesivi zasun s otvorima za dovod zraka za izgaranje. Često se željezne peći izvode s vanjskim zaštitnim plaštem da se spriječe visoke površinske temperature. Time se smanjuje odavanje topline zračenjem. Koks i antracit najpovoljnija su goriva za ove peći, no mogu se ložiti i briketima smeđeg ugljena. Prostor za gorivo i izgaranje mora biti dovoljno velik da može primiti ugljen za 10 do 14 sati grijanja. Prosječno je opterećenje ogrjevne površine 15 000 kJ/h∙m2, a stupanj iskoristivosti oko 65%. 

### Peći s donjim izgaranjem
Peći s donjim izgaranjem imaju odvojeni prostor za gorivo, koji seže nešto iznad roštilja. Izgaranje je na roštilju, a plinovi izgaranja vode se kroz posebni kanal omeđen s jedne strane stijenkama spremnika za gorivo, a s druge strane obloženim vanjskim plaštem. Kao gorivo mogu se upotrijebiti sve vrste ugljena. Prosječno opterećenje ogrjevne površine jest 12 000 kJ/h∙m2, a stupanj iskoristivosti do 70%.